# José Dirceu
José Dirceu de Oliveira e Silva, né le 16 mars 1946 à Passa Quatro (Brésil), est un homme politique brésilien. 

## Biographie
Membre d'un groupe révolutionnaire armé après le coup d'État de 1964, il est exilé en 1969. Il revient au Brésil en 1980 et mène une carrière politique qui le conduit à devenir président du Parti des travailleurs entre 1999 et 2002 puis ministre d'État et chef de cabinet du président Lula entre 2003 et 2005. Il démissionne à cette date à la suite d'une affaire de corruption, connue sous le nom de scandale des mensualités. Il est condamné à sept ans de prison en 2012.